# Ivan Anikeev
Ivan Nikolàevič Anikeev (in russo Иван Николаевич Аникеев?; Liski, 12 febbraio 1933 – Bežeck, 8 agosto 1992) è stato un cosmonauta sovietico.
Il 7 marzo 1960 fu selezionato come uno dei 20 cosmonauti del gruppo TsPK 1 insieme a Jurij Gagarin.
Il 27 marzo 1963 Anikeev, Grigorij Neljubov e Valentin Filat'ev furono arrestati per ubriachezza e cattiva condotta dalla milizia alla stazione di Čkalovsk. Secondo i rapporti, gli ufficiali della pattuglia di sicurezza che li hanno arrestati erano disposti a ignorare l'intero incidente se i cosmonauti si fossero scusati; Anikeev e Filat'ev furono d'accordo ma Neljubov rifiutò e la questione fu segnalata alle autorità. Poiché c'erano stati incidenti precedenti, tutti e tre furono licenziati dal corpo dei cosmonauti il 17 aprile 1963, anche se ufficialmente non fino al 4 maggio 1963. Anikeev non ha mai completato una missione spaziale.
Per proteggere l'immagine del programma spaziale, sono stati compiuti sforzi per nascondere il motivo del licenziamento di Anikeev. La sua immagine è stata cancellata dalle foto dei cosmonauti. Questa cancellazione ha portato a speculazioni sui "cosmonauti perduti" anche se le ragioni reali erano spesso banali.
Aleksej Leonov racconta che anni dopo, mentre Anikeev era a una festa, una sera qualcuno gli rubò la macchina; il ladro ha colpito e ucciso un pedone e, per evitare responsabilità, ha rimesso le chiavi nella tasca di Anikeev. Quest'ultimo è stato mandato in prigione per un anno prima che le autorità si rendessero conto che era innocente e lo rilasciassero, ma non gli fu mai più data la possibilità di volare.